# Bernoullijev proces
Bernoullijev proces  je v teoriji verjetnosti in statistiki zaporedno (končno ali neskončno) izvajanje enakih neodvisnih Bernoullijevih poskusov. V vsakem Bernoullijevem poskusu sta možna samo dva izida poskusa, ki ju imenujemo uspeh in neuspeh (lahko tudi da in ne ali dober in slab ali 0 in 1). Množica slučajnih spremenljivk lahko zavzame samo dve vrednosti. Slučajna spremenljivka lahko pri vsakem poskusu zavzame samo eno izmed dveh vrednosti (zaloga vrednosti slučajne spremenljivke je da in ne oziroma uspeh in neuspeh). Slučajna spremenljivka takšne vrste se imenuje binomska slučajna spremenljivka.
Proces se imenuje po švicarskem matematiku Jakobu Bernoulliju (1654 – 1705).
Slučajna spremenljivka X lahko zavzame vrednosti X1, X2, X3,….tako, da 
- vsak Xi lahko zavzame samo vrednost uspeh ali neuspeh (0 ali 1)
- je za vse vrednosti i verjetnost enaka pri vseh poskusih.

## Povezave s porazdelitvami
V odvisnosti od tega kolikokrat je bil izid poskusa v Bernoullijem procesu označen kot uspeh, dobimo različne porazdelitve slučajne spremenljivke:
- število uspehov v n poskusih nam da binomsko porazdelitev
- število poskusov, ki so potrebni za r uspehov nam da negativno binomsko porazdelitev
- število poskusov, ki so potrebni za samo en uspeh, nam da geometrično porazdelitev, ki je posebni primer negativne binomske porazdelitve